# Wilfried Sanou
Wilfried Sanou (ur. 16 marca 1984 w Bobo-Dioulasso) – burkiński piłkarz występujący na pozycji napastnika.

## Kariera
Sanou karierę rozpoczynał w Planète Champion Ouagadougou. W 2001 roku przeszedł do austriackiego WSG Wattens. Następnie przeniósł się do Tirolu Innsbruck. W sezonie 2001/2002 rozegrał tam pięć ligowych pojedynków. Z zespołem wywalczył także mistrzostwo Austrii. Jednak po zakończeniu sezonu jego klub wskutek bankructwa, przestał istnieć. Wówczas Sanou przeszedł do szwajcarskiego FC Sion. Spędził tam rok, w ciągu którego zanotował 26 spotkań w lidze i zdobył w nich 10 bramek.
W 2003 roku przeniósł się do niemieckiego pierwszoligowca – SC Freiburga. W Bundeslidze zadebiutował 14 września 2003 w zremisowanym 2-2 pojedynku z 1. FC Kaiserslautern. 6 grudnia 2003 strzelił pierwszego gola w niemieckiej ekstraklasie. Było to w meczu z VfL Bochum wygranym przez Freiburg 4-2. W 2005 roku jego zespół uplasował się na ostatniej, osiemnastej pozycji w lidze i został zdegradowany na zaplecze ekstraklasy. Sanou postanowił jednak pozostać w klubie i reprezentował jego barwy jeszcze przez trzy lata. W sumie zagrał tam 97 razy i strzelił 9 goli.
W 2008 roku został zawodnikiem beniaminka pierwszej ligi – 1. FC Köln. Pierwszy ligowy występ zaliczył tam 14 sierpnia 2008 w zremisowanym 1-1 meczu z Eintrachtem Frankfurt. W 2010 roku został wypożyczony na 12 miesięcy do japońskiego klubu Urawa Red Diamonds. W jego barwach zagrał dwudziestosześciokrotnie i zdobył dwie bramki. Do Kolonii wrócił w styczniu 2011, ale rozegrał już tylko trzy mecze w Bundeslidze i latem odszedł z drużyny „Kozłów”. W 2012 roku został zawodnikiem Kyoto Sanga.